# Liste der Naturdenkmale in Himmighofen
Die Liste der Naturdenkmale in Himmighofen nennt die im Gemeindegebiet von Himmighofen ausgewiesenen Naturdenkmale (Stand 20. Mai 2024).

## Ehemalige Naturdenkmale
| Nr. | Bezeichnung              | Lage                              | Beschreibung                             | Bild                                    |
| --- | ------------------------ | --------------------------------- | ---------------------------------------- | --------------------------------------- |
|     | Eiche an der Römerstraße | Römerstraße, gegenüber Nr. 6 Lage | Quercus sp.; Rechtsverordnung aufgehoben | Direkt Bild zu diesem Denkmal hochladen |